# 冷泉為紀

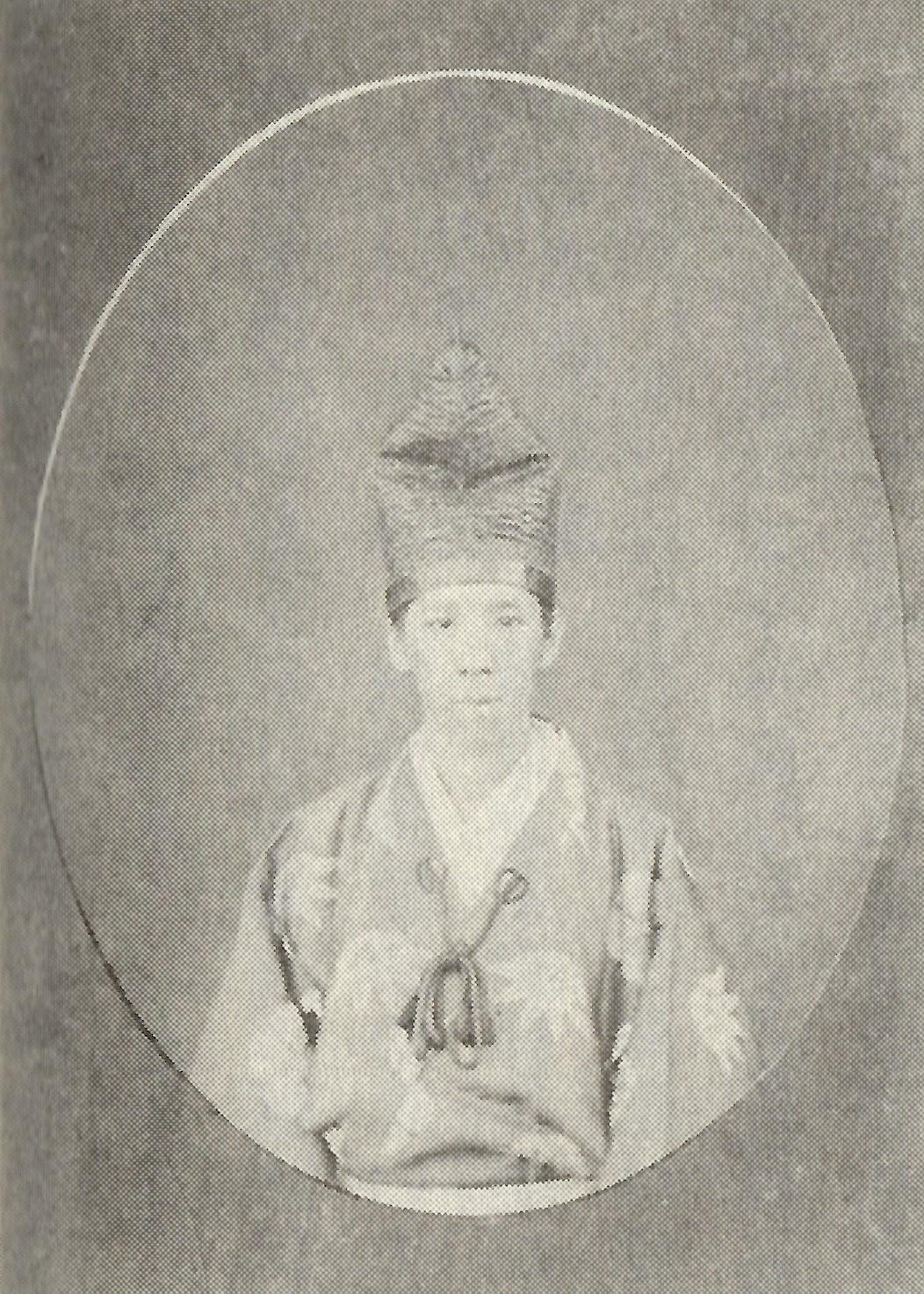
冷泉為紀

冷泉 為紀（れいぜい ためもと、嘉永7年1月11日〈1854年2月8日〉 - 明治38年〈1905年〉11月24日）は、日本の歌人。上冷泉家21代当主。父は冷泉為理。子は冷泉為系。

## 経歴
父である為理が、明治維新以降も京都にとどまった。このことから為紀も父が隠居して家督を相続した後も京都にとどまった。宮中に勤務（侍従、式部官、殿掌、御歌所参候を歴任）した時には東京に出たものの、その後は京都に戻っている。
明治17年（1884年）7月7日、伯爵を授かり、明治23年（1890年）7月10日
より貴族院議員を務めた。初代平安神宮宮司として時代祭の執行に関与したほか、明治31年（1898年）から死去まで神宮大宮司を務めた。

## 栄典
位階
- 1887年（明治20年）12月26日 - 正四位[4]
- 1900年（明治33年）12月27日 - 従二位[5]
- 1905年（明治38年）11月22日 - 正二位[6]

勲章等
- 1884年（明治17年）7月7日 - 伯爵[7]
- 1905年（明治38年）11月22日 - 勲四等旭日小綬章[6]

## 主な著作
- 『祭典作法 全』